# La guerrilla
La Guerrilla és una co-producció cinematogràfica de 1973 entre Espanya i França dirigida per Rafael Gil i protagonitzada per Francisco Rabal, Jacques Destoop i Julia Saly. L'argument és extret d'una novel·la d'Azorín.

## Argument
Ambientada entre es guerrillers de la guerra del francès el 1808 que lluitaven contra les tropes napoleòniques a la serralada de Madrid, mostra un triangle amorós entre una noia, un guerriller i un oficial francès.

## Repartiment
- Francisco Rabal - El Cabrero
- Jacques Destoop - Coronel Etienne Santamour
- Julia Saly - Juana María
- Rafael Alonso - Paco Salomón
- Benoît Ferreux
- José Nieto - Valentín
- Lola Gaos - una Aldeana
- Eulália del Pino - Mujer de Valentín
- Charo López - Dora
- José Orjas - un Aldeano
- José María Seoane
- Edy Biagetti
- Luis Induni - El Reverendo
- Jesús Tordesillas - Don Alonso
- Fernando Sánchez Polack - un Guerrillero
- Alejandro de Enciso
- Eduardo Calvo- El Tuerto
- Fernando Expósito
- Frank Braña
- Simón Arriaga
- Javier de Rivera
- Fabián Conde - Juez militar
- Gonzalo de Esquiroz
- Fernando Sancho - Juan

## Premis
Medalles del Cercle d'Escriptors Cinematogràfics.
| Categoria                    | Candidat        | Resultat   |
| ---------------------------- | --------------- | ---------- |
| Millor actriu de repartiment | Lola Gaos       | Guanyadora |
| Millor actor de repartiment  | Fernando Sancho | Guanyador  |